# Le Chêne
 Le Chêne  es una población y comuna francesa, en la región de Champaña-Ardenas, departamento de Aube, en el distrito de Troyes y cantón de Arcis-sur-Aube.

## Demografía
| 201 | 225 | 191 | 229 | 196 | 198 |
| Para los censos de 1962 a 1999 la población legal corresponde a la población sin duplicidades (Fuente: INSEE [Consultar]) |     |     |     |     |     |